# Petán
Petán (oficialmente San Xián de Petán) es una parroquia española del municipio de La Cañiza, perteneciente a la provincia de Pontevedra, en la comunidad autónoma de Galicia.

## Toponimia
El lugar puede aparecer referido como «Petán», «San Julián de Petán» y «San Xián de Petán».

## Historia
Hacia mediados del siglo XIX, el lugar, por entonces referido como una feligresía, tenía contabilizada una población de 225 habitantes. Aparece descrito en el duodécimo volumen del Diccionario geográfico-estadístico-histórico de España y sus posesiones de Ultramar de Pascual Madoz con las siguientes palabras:

PETAN (San Julian): felig. en la prov. de Pontevedra (7 leg.), part. jud. y ayunt. de Cañiza (1/2), dióc. de Tuy (6). sit. en terreno quebrado y montuoso; clima frio pero sano; vientos mas frecuentes los del N. Tiene 49 casas en el l. de su nombre y en el de Senande. La igl. parr. (San Julian) es aneja de la de Sta. Eulalia de Deba; en cuyo térm. se halla comprendido el de la felig. de que tratamos; y por lo mismo su terreno y prod. son iguales á las de Deba (V.). pobl.: 49 vec., 225 alm. contr.: con su ayunt. (V.).
(Madoz, 1849, p. 823)

En 2022, tenía empadronados 292 habitantes.

## Patrimonio
Hay en la parroquia una iglesia de San Julián.